# Gustaf Aronsson
Gustaf Axel Emil Aronsson, född 6 februari 1872 i Kisa, död 15 juli 1930 i Lidingö, var en svensk opera- och operettsångare och skådespelare.

## Biografi
Aronsson debuterade 1898 vid Oscar Lombergs operasällskap och hade därefter medverkade vid ett flertal olika operasällskap fram till 1919 och varefter han endast hade tillfälliga engagemang som opera- och operettsångare.
Från 1920 var han även verksam som filmskådespelare.

## Filmografi
- 1920 – Bodakungen
- 1923 – Mälarpirater
- 1923 – Närkingarna
- 1928 – A.-B. Gifta Bort Baron Olson
- 1928 – Gustaf Wasa del I

## Teater

### Roller (ej komplett)
| År   | Roll | Produktion                                | Regi           | Teater            |
| ---- | ---- | ----------------------------------------- | -------------- | ----------------- |
| 1926 |      | Det hemliga giftermålet Domenico Cimarosa | Sven Lindström | Konserthusteatern |